# Xeniades chalestra
Xeniades chalestra är en fjärilsart som beskrevs av Hewiston 1866. Xeniades chalestra ingår i släktet Xeniades och familjen tjockhuvuden. Inga underarter finns listade i Catalogue of Life.